# مايك شانون
مايك شانون (بالإنجليزية: Mike Shannon)‏ هو لاعب كرة قاعدة أمريكي، ولد في 15 يوليو 1939 في سانت لويس في الولايات المتحدة.

## روابط خارجية
- مايك شانون على موقع دوري كرة القاعدة الرئيسي (الإنجليزية)
- مايك شانون على موقعبيزبول رفرنس.كوم (الدوري الرئيسي) (الإنجليزية)
- مايك شانون على موقعبيزبول رفرنس.كوم (الدوري الثانوي) (الإنجليزية)
- مايك شانون على موقع إي إس بي إن.كوم (أم.أل.بي) (الإنجليزية)
- مايك شانون على موقع مشجعي الرسوم البيانية (الإنجليزية)